# Wishbringer
Wishbringer is een computerspel dat werd ontwikkeld en uitgegeven door Infocom. Het spel werd uitgebracht in 1985 voor verschillende homecomputers en is geschreven door Brian Moriarty. De speler speelt de postbode in het kleine vissersdorp Festeron. De postchef Mr. Crisp vraagt aan de postbode een belangrijke brief te bezorgen aan de eigenaresse van de Ye Olde Magick Shoppe. Deze eigenaresse vraagt de speler haar kat te redden uit de klauwen van een heks genaamd "The Evil One" ("The Wicked"). Bij het verlaten van de winkel valt de speler op dat het vissersdorpje is veranderd in "Witchville". De speler vindt een magische steen die zeven wensen kan vervullen in combinatie met een voorwerp. Om bijvoorbeeld de toekomst te voorspellen moet de speler een bril dragen. Elke wens kan slechts eenmaal gebruikt worden. Het spel bevat ook enkele puzzels. Het spel is Engelstalig en wordt via het toetsenbord bestuurd.

## Platforms
| Jaar | Platform                                                                   |
| ---- | -------------------------------------------------------------------------- |
| 1985 | Apple II, Atari 8-bit, Atari ST, Commodore 64, DOS, Macintosh, TRS-80 CoCo |
| 1986 | Amiga, Amstrad CPC, Amstrad PCW                                            |
| 1989 | TI-99/4A                                                                   |

## Ontvangst
| Beoordeeld door          | Platform  | Datum           | Score |
| ------------------------ | --------- | --------------- | ----- |
| SPAG                     | DOS       | 19 april 1995   | 76%   |
| All Game Guide           | Macintosh | 1998            | 70%   |
| Adventure Classic Gaming | DOS       | 30 januari 1999 | 60%   |